# NGC 1238
NGC 1238 je galaksija u zviježđu Eridan.

## Vanjske poveznice
- SEDS: NGC 1238